# 2013년 토론토 국제 영화제
제38회 토론토 국제 영화제는 2013년 9월 5일에 열린 시상식이다.

## 수상 및 후보

### 관객상
- 노예 12년 - 스티브 맥퀸 수상

### 다큐멘터리 관객상
- 더 스퀘어 - 젠느 누젬 수상

### 미드나잇 매드니스 관객상
- 지옥이 뭐가 나빠 - 소노 시온 수상

### 토론토시티상
- 웬 주스 워 퍼니 - 앨런 츠바이크 수상

### 캐나다 단편영화상
- 노아 - 패트릭 세더버그 외 1명 수상

### 디스커버리상
- 올 더 롱 리즌스 - 지아 밀라니 수상

### FIPRESCI-상
- 더 어메이징 캣 피쉬 - 클라우디아 세인트-루스 수상
- 이다 - 파벨 포리코브스키 수상

### 넷팩상
- 키싸: 더 고스트 이즈 어 론리 트래블러 - 아눕 싱 수상

### 캐나다 신인감독상
- 아스팔트 워치스 - 쉐인 에만 외 1명 수상

### 현대 세계 영화 부문
- 애니멀 프로젝트 - 잉그리드 베닌거
- 시네마노블스 - 테리 마일즈
- 딕 노스트 쇼 - 브루스 스위니
- 엠파이어 오브 더트 - 피터 스테빙스
- 르 데만텔레먼트 - 세바스티앙 필로트
- 시다스 - 리치 메타
- 스테이 - 비에브케 본 카롤스펠드
- 어 저니 - 캐서린 마틴
- 배드 헤어 - 마리아나 론돈
- 바스타르도 - 네지브 벨카디
- 베레아 - 빈센트 몰로이
- 더 비트 플레이어 - 제프리 제투리안
- 블라인드 데이트 - 르반 코구아슈빌리
- 브라질리언 웨스턴 - 르네 삼파이오
- 브레이크 루즈 - 알렉세이 유치텔
- 차일즈 포즈 - 칼린 페터 네쩌
- 클럽 샌드위치 - 페르난도 에임브케
- 크리스토 레이 - 레티시아 토노스
- 더 디너(영어판) - 메노 메이제스
- 이스턴 보이즈 - 로빈 캉필로
- 엘 무도 - 다니엘 베가 외 1명
- 언 에피소드 인 더 라이프 오브 언 아이언 피커 - 다니스 타노비치
- 프렌즈 프롬 프랑스 - 필립 코틀라스키 외 1명
- 지젤 - 토아 프레이저
- 비밀 노트 - 야노스 자즈
- 하트 오브 어 라이온 - 도메 카루코스키
- 홈커밍 - 짐 츄츄
- 허니문 - 얀 흐르베이크
- 호텔 - 리자 랑세트
- 더 이모럴 - 라스 다니엘 크루츠코프 야콥&
- 조난자들 (가제) - 노영석
- 아이넘버 넘버 - 도노반 마시
- 로스 치코스 델 푸에르토 - 알베르토 모레스
- 카와쿠 아난스 - 아코수아 아도마 오우수
- 래더 투 다마스쿠스 - 모하마드 말라스
- 라이프스 어 브리즈 - 랜스 데일리
- 리틀 피트 - 알렉상드르 록웰
- 올드 문 - 라이사 보닛
- 더 메이저 - 유리 비코프
- 매뉴스크립트 돈 번 - 모하메드 라술로프
- 맥카닉 - 조쉬 C. 월러
- 메탈헤드 - 라그나 브라가손
- 닌겐 - 기욤 지오바네티 외 1명
- Noye's Fludde - Unogumbe - 마크 돈포드 메이
- 옥토버 노벰버 - 괴츠 스필만
- 팔레스타인 스테레오 - 라시드 마쉬라위
- 파라다이스: 호프 - 울리히 사히들
- 어 플레이스 인 헤븐 - 요시 마드모니
- 키싸: 더 고스트 이즈 어 론리 ț - 아눕 싱
- 래그즈 앤 태터즈 - 아흐마드 압달라
- 더 씨 - 스티븐 브라운
- 셀피시 자이언트 - 클라이오 바나드
- 섬띵 네서서리 - 주디 키빈제
- 스톱 더 파운딩 하트 - 로베르토 미너비니
- 호수의 이방인 - 알랭 기로디
- 디스 이즈 산리툰 - 로버트 I. 더글러스
- 투 리펠 고스트 - 필립 라코테
- 격전 - 임초현
- 언더 더 스타리 스카이 - 다이아나 가예
- 웬 이브닝 폴스 온 부쿠레슈티 오어 메타벌리즘 - 코르넬리우 포룸보이우
- 화이트 라이즈 - 데이나 롯버그
- 울프 앳 더 도어 - 페르난도 쿠임브라
- 더 원더스 - 애비 네셔

### 디스커버리 부문
- 올 더 롱 리즌스 - 지아 밀라니
- 라임즈 포 영 굴스 - 제프 바너비
- 사라 프리퍼스 투 런 - 클로에 로비샤드
- 1982 - 타미 올리버
- 올 어바웃 더 페더즈 - 네토 빌라로보스
- 더 어메이징 캣 피쉬 - 클라우디아 세인트-루스
- 어라운드 더 블럭 - 사라 스필레인
- 벤즈 - 플로라 라우
- 비니스 더 하비스트 스카이 - 아론 고뎃
- 베들레헴 - 유발 애들러
- 보보 - 이네스 올리베이라
- 보더 - 알레시오 크레모니니
- 캐노피 - 에어런 윌슨
- 팻 - 마크 핀니
- 지라프파다 - 라니 마살하
- 아이 앰 유어스 - 이람 하크
- 일로 일로 - 안소니 첸
- 더 밀리턴트 - 마누엘 니에토
- 미라클 - 유라이 레호츠키
- 마이 러브 어웨이트 미 바이 더 - 마이스 다르와자흐
- 오브 굿 레포트 - 자밀 X.T. 쿠베카
- 팔로 알토 - 지아 코폴라
- 파라다이스 - 마리아나 체닐로
- 샐베이션 아미 - 압델라 타이아
- 사우스 이즈 낫씽 - 파비오 몰로
- 더 스태그 - 존 버틀러
- 더 썸머 오브 플라잉 피쉬 - 마르셀라 세이드
- 트랩 스트리트 - 비비안 큐

### 갈라스 부문
- 감시자들 - 조의석 외 1명
- 중국합화인 - 진가신
- 아트 오브 더 스틸 - 조나단 소볼
- 어거스트: 오세이지 카운티 - 존 웰스
- 제 5부 - 빌 콘돈
- 그랜드 시덕션 - 돈 맥켈러
- 킬 유어 달링스 - 존 크로키다스
- 라이프 오브 크라임 - 다니엘 쉐크터
- 러브 펀치 - 조엘 홉킨스
- 런치박스 - 리테쉬 바트라
- 만델라: 롱 워크 투 프리덤 - 저스틴 채드윅
- 파크랜드 - 피터 랜즈먼
- 더 레일웨이 맨 - 조나단 텝리츠키
- 라이트 카인드 오브 롱 - 제레미아 S. 체칙
- 러쉬 - 론 하워드
- 어 랜덤 데시 로맨스 - 마니쉬 샤르마
- 슈퍼맨 : 셰프 고든의 전설 - 마이크 마이어스
- 블러드 타이즈 - 기욤 까네
- 브라이트 데이즈 어헤드 - 마리온 베르노
- 워즈 앤 픽쳐스 - 프레드 쉐피시

### 마스터스 부문
- 트립틱 - 페드로 피레 외 1명
- Abus de faiblesse - 카브린 브레야
- 레 살로우드스 - 클레어 드니
- 클로즈드 커튼 - 자파르 파나히 외 1명
- 콘크리트 나이트 - 피리오 혼카살로
- 홈 프럼 홈 - 크라니클 오브 어 비전 - 에드가 레이츠
- 체 스트라노 치아마르시 페데리코 - 에토레 스콜라
- 뫼비우스 - 김기덕
- 노스, 더 엔드 오브 히스토리 - 라브 디아스
- 우리 선희 - 홍상수
- 천주정 - 지아장커

### 다큐멘터리 부문
- 에인트 미즈비하빈 - 마르셀 오필스
- 앳 버클리 - 프레더릭 와이즈먼
- 비욘드 디 엣지 - 리안 풀리
- 버츠 버즈 - 조디 샤피로
- 다크 매터 오브 러브 - 사라 맥카시
- 더 도그 - 앨리슨 버그 외 1명
- 페이스 커넥션스 - 판 나린
- 필시 고저스: 더 밥 구찌오네 스토리 - 배리 에이브리치
- 파인딩 비비안 마이어 - 찰리 시스켈 외 1명
- Hi-Ho Mistahey - 앨라니스 오봄사윈
- 이그나시 M. - 벤트라 폰즈
- 조도로브스키즈 듄 - 프랭크 파비치
- 더 라스트 오브 더 언저스트 - 클로드 란즈만
- 더 메이어 - 에밀리아노 알투나
- 미드웨이 - 크리스 조던
- 미션 콩고 - 데이비드 터너 외 1명
- 더 스퀘어 - 젠느 누젬
- 어 스토리 오브 칠드런 앤드 필름 - 마크 코신스
- 팀스 버미어 - 텔러
- 언논 논 - 에롤 모리스
- 언스테이블 엘리먼트 - 매들린 새클러
- 웬 주스 워 퍼니 - 앨런 츠바이크

### 시네마테크
- 꽁치의 맛 - 오즈 야스지로
- 건 크레이지 - 조셉 H. 루이스
- 히로시마 내 사랑 - 알랭 레네
- 아름다운 5월 - 크리스 마르케
- 네온 불빛 속의 마닐라 - 리노 브로카
- 무방비 도시 - 로베르토 로셀리니
- 파편들 - 데이빗 크로넨버그

### 매버릭 부문
- 포 노 굿 리즌 - 찰리 폴
- 아이 앰 섬바디 - 매들린 앤더슨
- InRealLife - 비번 키드론
- 제이-지: 메이드 인 아메리카 - 론 하워드
- 아워 맨 인 테헤란 - 래리 와인스타인 외 1명
- 왓 이즈 시네마? - 척 워크먼

### 미드나잇 매드니스 부문
- 어플릭티드 - 클리프 프라우즈
- 올 치어리더스 다이 - 럭키 맥키 외 1명
- 올모스트 휴먼 - 조 베고스
- 그린 인페르노 - 일라이 로스
- 아큘러스 - 마이크 플래너건
- R100 - 마츠모토 히토시
- 리거 모티스 - 주노 막
- 더 스테이션 - 마빈 크렌
- 지옥이 뭐가 나뻐 - 소노 시온
- 위칭 & 비칭 - 알렉스 드 라 이글레시아

### 캐나다 단편 부문
- 익스트로더너리 퍼슨 - 모니아 초크리
- 아나토미 오브 어시스턴스 - 코리 보리스
- 비스트 인 더 리얼 월드 - 솔 프리드맨
- 캔디 - 카산드라 크로넨버그
- 더 섀퍼론 3D - 프레이저 먼든
- 코치메어 - 크리스 라비스 외 1명
- 크라임: 조 로야 - 더 베이루트 밴디트 - 사무엘 초
- 데이브레이크 - 이안 라가드
- Der Untermensch - 케이스 메리
- 드롭 - 크리스 골다데
- 디 엔드 오브 핑키 - 클레어 블란쳇
- 파이어크래커스 - 자스민 모자파리
- 포어클로저 - 웨인 로빈슨
- 글로리아 빅토리아 - 테오도르 위셰브
- 어 그랜드 카날 - 조니 마
- 임프롬프투 - 브루스 올콕
- 인 건스 위 트러스트 - 니콜라스 레베스크
- 짐보 - 라이언 플라워스
- 레이 오버 - 조단 헤이즈
- 메소드 - 그레고리 스미스
- 노아 - 패트릭 세더버그 외 1명
- 누 아비온 - 스테판 무카젤
- 넘버스 & 프렌즈 - 알렉산더 카슨
- 아웃 - 제레미 라론드
- 파라다이스 폴스 - 판타비우스 프리츠
- 파라디소 - 데반 스콧
- 필그림스 - 마리 클레멘츠
- 포트레이트 애즈 어 랜덤 액트 오브 바이얼런스 - 랜달 오키타
- 릴렉스, 아임 프럼 더 퓨처 - 루크 히긴슨
- 리멤버 미 - 장-프랑소와 아셀린
- 롤랜드 - 트레버 코니쉬
- 샘스 포멀웨어 - 야엘 스타브
- 씨식 - 에바 크비자노빅
- 스파클링 리버 - 폴 라파엘 외 1명
- 서브칸셔스 패스워드 - 크리스 랜드레스
- 어 타임 이즈 어 테러블 씽 투 웨이스트 - 레슬리 서프넷
- 위 원티드 모어 - 스티븐 던
- 옐로헤드 - 케반 펑크
- Young Wonder - 제임스 윌키스

### 특별한 발표 부문
- 노예 12년 - 스티브 맥퀸
- 올 이즈 바이 마이 사이드 - 존 리들리
- 아틸라 마르셀 - 실뱅 쇼메
- 배드 워즈 - 제이슨 베이트먼
- 벨레 - 엠마 아산테
- 아델의 삶-1&2 - 압델라티프 케시시
- 버닝 부시 - 아그네츠카 홀란드
- 캔 어 송 세이브 유어 라이프? - 존 카니
- 카니발 - 마누엘 마틴 쿠엔카
- 더 달라스 바이어스 클럽 - 장 마크 발레
- 데빌스 놋 - 아톰 에고이안
- 디서피어런스 오브 엘러너 릭비: 힘 - 네드 벤슨
- 디서피어런스 오브 엘러너 릭비: 허 - 네드 벤슨
- 돔 헤밍웨이 - 리처드 쉐퍼드
- 돈 존 - 조셉 고든 레빗
- 더블 - 리처드 아요데
- 이너프 세드 - 니콜 홀로프세너
- 엑시트 마라케슈 - 카롤리네 링크
- 펠로니 - 매튜 세빌
- 포 도즈 후 캔 텔 노 테일즈 - 야스밀라 즈바니치
- 글로리아 - 세바스티안 렐리오
- 고잉 어웨이 - 니콜 가르시아
- 그래비티 - 알폰소 쿠아론
- 그레이트 뷰티 - 파올로 소렌티노
- 하프 오브 어 옐로우 선 - 비이 반델
- 헤이트쉽, 러브쉽 - 리자 존슨
- 아이다 - 파벨 포리코브스키
- L'intrepido - 지아니 아멜리오
- 인비저블 우먼 - 랄프 파인즈
- 조 - 데이빗 고든 그린
- 레이버 데이 - 제이슨 라이트맨
- 그렇게 아버지가 된다 - 고레에다 히로카즈
- 맨 오브 타이치 - 키아누 리브스
- 마리, 퀸 오브 스콧 - 토머스 임바치
- 미스터리 로드 - 아이반 센
- 나이트 무브 - 켈리 라이카트
- 오마르 - 하니 아부 아사드
- 원 찬스 - 데이빗 프랭클
- 오직 사랑하는 이들만이 살아남는다 - 짐 자무쉬
- 과거 - 아쉬가르 파라디
- 필로메나 - 스티븐 프리어스
- 파이어니어 - 에릭 스코졸드재르그
- 프리즈너스 - 드니 빌뇌브
- Quai d'Orsay - 베르트랑 타베르니에
- 리얼 완전한 수장룡의 날 - 구로사와 기요시
- 스타드 업 - 데이빗 맥킨지
- 써드 퍼슨 - 폴 해기스
- 도즈 해피 이어스 - 다니엘레 루체티
- 트랙 - 존 커랜
- 언더 더 스킨 - 조나단 글레이저
- 바이올렛 - 마르탱 프로보스트
- 비지터스 - 갓프레이 레지오
- 바웬사 맨 오브 호프 - 안제이 바이다
- 위 아 더 베스트 - 루카스 무디슨
- 르 위크엔드 - 로저 미첼
- 유 아 히어 - 매튜 웨이너
- 준 앤 졸리 - 프랑소와 오종
- 암스트롱 라이 - 알렉스 기브니
- 블라인드 디렉티브 - 두기봉
- 차일드 오브 갓 - 제임스 프랭코
- 언 에너미 - 드니 빌뇌브
- 더 F-워드 - 마이클 도즈
- 더 페이스 오브 러브 - 아리 포신
- 페이딩 지걸로 - 존 터투로
- 더 피니셔 - 닐스 타베니어
- 가브리엘 - 루이즈 아샹보
- 하우 아이 리브 나우 - 케빈 맥도널드
- 더 허즈밴드 - 브루스 맥도널드
- 더 라스트 오브 로빈 후드 - 리처드 글랫저 외 1명
- 더 리버레이터 - 알베르토 아벨로
- 러브 이즈 더 퍼펙트 크라임 - 아르노 라리외
- 럭키 뎀 - 메건 그리피스
- 약속 - 빠트리스 르꽁트
- 락 더 카스바 - 라일라 마라케시
- 싱잉 우먼 - 레하 에르뎀
- Southcliffe - T. 숀 더킨
- 선샤인 온 레이스 - 덱스터 플레처
- 테리즈 라칸 - 찰리 스트레이턴
- 톰 아 라 페름 - 자비에 돌란
- 용서받지 못한 자 - 이상일
- Watermark - 제니퍼 베이치월
- 바람이 분다 - 미야자키 하야오

### 뱅가드 부문
- 사이비 - 연상호
- 블루 루인 - 제레미 솔니에
- 보그만 - 알렉스 반 바르메르담
- 셀레스철 와이브즈 오브 메도우 마리 - 알렉세이 페도르첸코
- 혼스 - 알렉산드르 아야
- 피플 인 플레이스 - 후안 카베스타니
- 프록시 - 잭 파커
- 새크러먼트 - 티 웨스트
- 사피 - 브리얀테 멘도사
- 섹스, 드러그 앤 택세이션 - 크리스토퍼 부
- 소울 - 청몽홍
- 스트레인지 컬러 오브 유어 바디즈 티어스 - 엘렌 카테
- 도우 길디스트 디 이븐 - 오눌 언루
- 위 가터 겟 아웃 오브 디스 플레이스 - 제케 호킨스 외 1명
- 아스팔트 워치스 - 쉐인 에만 외 1명
- 저란터필리어 - 브루스 라 브루스

### 파장 부문
- 45 7 브로드웨이 - 니시카와 토모나리
- 에어쉽 - 케네스 앵거
- 반 - 니나 콘네만
- 더 배틀 오브 타바토 - 호아오 비안나
- 브림스톤 라인 - 크리스 케네디
- 콘스텔레이션 - 헬가 판덜
- Un Conte de Michel de Montaigne - 장-마리 스트로브
- 더 디스콰이어트 - 알리 슈리
- 드라이 스탠드파이프 - 보이체흐 바코스키
- 엘 아디오스 라르고 - 앤드류 램퍼트
- 파더 댄 더 아이 캔 씨 - 바스마 알샤리프
- 어 필드 잉글랜드 - 어 필드 잉글랜드
- 플라워 - 타사카 나오코
- 고와너스 카날 - 사라 J. 크리스트맨
- 아임 더 세임, 아임 어나더 - 캐롤라인 스트룹
- 인스턴트 - 한느 슈바흐
- 레터 투 어 리퓨징 파일럿 - 아크람 자타리
- 리스닝 투 더 스페이스 인 마이 룸 - 로버트 비버스
- 메인 홀 - 필립 프레쉬만
- 맨 인 모션, 2012 - 루벤 글라우저 외 2명
- 마나카마나 - 파코 벨레즈 외 1명
- 더 미싱 픽처 - 리티 판
- 마운트 송 - 샴바비 카울
- 냇프위, 더 피스트 오브 더 스피릿 - 티엔 도안 나 참파삭 외 1명
- 네판더스 - 카를로스 모타
- 페이 바르바 - 예르반트 지아니키안 외 1명
- 페퍼스 고스트 - 스티브 브루머
- 다이 프라우 데 폴리지스텐 - 필립 그로닝
- 팝 테이크스 - 루더 프라이스
- 더 리얼리스트 - 스콧 스타크
- 리뎀프션 - 미겔 고미쉬
- RP31 - 루시 레이븐
- 송 - 나다니엘 도어스키
- 어 스펠 투 워드 오브 더 다크니스 - 벤 리버스 외 1명
- 스프링 - 나다니엘 도어스키
- 스토리 오브 마이 데스 - 알베르 세라
- 스트레인지 리틀 캣 - 라몬 취르허
- 교유 - 차이밍량
- 더 킹스 바디 - 주앙 페드로 로드리게스
- 어 싸우전드 선 - 마티 디옵
- 쓰리 인터프리테이션 엑서사이즈 - 크리스티 푸이유
- 쓰리 랜드스케이프 - 피터 B. 휴튼
- '틸 매드니스 두 어스 파트 - 왕빙
- 트리사키아 3 - 닉 콜린스
- 라 울티마 펠리쿨라 - 라야 마틴 외 1명
- 셀로판 포장지의 변주 - 데이비드 림머

### 시티 투 시티
- 더 도터 - 타노스 안나스토폴로스
- 더 이터널 리턴 오브 안토니스 파라스케바스 - 엘리나 프시코
- J.A.C.E. - 메넬라오스 카라마기올리스
- 미스 바이얼런스 - 알렉산드로스 아브라나스
- 셉템버 - 페니 파나요토풀루
- 스탠딩 어사이드, 왓칭 - 요르고스 세르베테스
- 투 더 울프 - 아란 휴즈 외 1명
- 언페어 월드 - 필리포스 츠토스
- 웨이스티드 유스 - 잔 보겔 외 1명
- 와일드 덕 - 야니스 사카리디스

### TIFF KIDS 부문
- 아마조니아 - 티에리 라고베르트
- 안트보이 - 애스크 해쎌바르크
- 쿰바 - 앤서니 실버스톤
- 월드 오브 구피 앤드 바가 - 실파 라나데
- Zip & Zap and the Marble Gang - 오스카 산토스 고메즈

### Next Wave 부문
- 어라운드 더 블럭 - 사라 스필레인
- 비니스 더 하비스트 스카이 - 아론 고뎃
- 엑시트 마라케슈 - 카롤리네 링크
- 더 F-워드 - 마이클 도즈
- 더 피니셔 - 닐스 타베니어
- 지라프파다 - 라니 마살하
- 하우 아이 리브 나우 - 케빈 맥도널드
- 팔로 알토 - 지아 코폴라
- 더 스퀘어 - 젠느 누젬
- 트랙 - 존 커랜

### 퓨처 프로젝션
- 그로스 파티그 - 르 송 드 폴리필레

### 컨템포러리 월드 스피커스
- 크리스토 레이 - 레티시아 토노스
- 언 에피소드 인 더 라이프 오브 언 아이언 피커 - 다니스 타노비치
- 프렌즈 프롬 프랑스 - 필립 코틀라스키 외 1명
- 키싸: 더 고스트 이즈 어 론리 트래블러 - 아눕 싱
- 더 원더스 - 애비 네셔

### 매니페스토
- 올 이즈 바이 마이 사이드 - 존 리들리
- 벨레 - 엠마 아산테
- 크리스토 레이 - 레티시아 토노스
- 엠파이어 오브 더트 - 피터 스테빙스
- 하프 오브 어 옐로우 선 - 비이 반델
- 제이-지: 메이드 인 아메리카 - 론 하워드
- 오마르 - 하니 아부 아사드
- 스타드 업 - 데이빗 맥킨지
- 슈퍼맨 : 셰프 고든의 전설 - 마이크 마이어스
- 워즈 앤 픽쳐스 - 프레드 쉐피시

### 스페셜 이벤트
- 새로운 탄생 - 로렌스 캐스단
- 메탈리카 스루 더 네버 - 님로드 앤탈
- 오즈의 마법사 - 빅터 플레밍